# Stanična biologija
Stanična biologija (nekad citologija, od grč. kytos - spremnik) je znanstvena disciplina koja za cilj ima proučavanje i razumijevanje stanica. Predmet njezina proučavanja su fiziološka svojstva stanica, ali i njihova građa, organeli, interakcije stanica s okolinom, stanični ciklus, dioba i smrt. Stoga se izučava na mikroskopskoj i na molekularnoj razini, u rasponu od jednostaničnih organizama poput bakterija do specijaliziranih stanica u višestaničarima poput čovjeka.
Temeljne sličnosti se prožimaju u više različitih vrsta stanica, pa je poznavanje njihova ustroja i mehanizama na djelu fundamentalno za sve biološke discipline. Znanja iz stanične biologije su u uskoj svezi s disciplinama poput genetike, biokemije, molekularne i razvojne biologije.

## Podjela stanica
Sve stanice se dijele na prokariote i eukariote. Prokarioti ( Grčki pro prije i kario koštica ili jezgro) nemaju jasno ograđen regija koji sadrži genetski materijal, DNK, od ostatka stanice i ima jednostavniju građu od eukariota. Eukarioti su druga vrsta stanica koje imaju jasno definiranu regiju s genetskim materijalom, veliki broj organela koje imaju određene funkcije i morfološki su kompliciranije. 
Najbjelodanija razlika između prokariotske i eukariotske stanice je postojanje unutrašnjih membrana i njihove funkcije. Kod eukariota regija koji sadrži genetski materijal je odvojen od ostatka stanice membranom, dok kod prokariota taj regija nema membranu i nije jasno definisan. Membrane kod eukariota također imaju važnu ulogu u strukturi različitih organela. Organele su intracelularne strukture koje imaju jasno određene funkcije u stanici analogno organima koji imaju jasno određene funkcije u tijelu. Samo ime organela (mali organ) je nastalo tako što su biolozi uvidjeli paralelu u odnosu organela i stanice, te organa i tijela.

## Citoplazma
Kada se eukariotska stanica pogleda pomoću elektronskog mikroskopa niske rezolucije, najveće organele se mogu vidjeti u na prvi pogled bezličnoj homogenoj supstanci zvanoj citoplazmatski matriks ili citoplazma. Iako na prvi pogled izgleda bezlično, matriks je vrlo važan za stanicu i mjesto je bitnih biokemijskih procesa. Nekoliko vidljivih promjena u stanici, npr. viskozitet stanice, je razvidan zahvaljujući citoplazmatskom matriksu. 
70-85 % ukupne težine eukariotske stanice čini voda, koja se u najvećem dijelu nalazi u citplazzmatskom matriksu. Dio ove vode se nalazi u slobodnom stanju i predstavlja osmotski aktivnu vodu (vidi Osmoza). Dok se ostatak vode nalazi na površini mnogih organela, proteina i drugih makromolekula i ona je osmotski neaktivna.
Najvjerojatnije sve stanice imaju u svom sastavu strukture zvane mikrofilamenti koji su jako tanka proteinska vlakna, ne šira od 4 do 7 nm nanometar u presjeku, i oni mogu biti ili razbacani po unutrašnjosti stanice ili strukturno organizirani. Mikrofilamenti igraju važnu ulogu u kretanju stanice i njenom oblikovanju i formi. 
Druga vrsta vlaknastih organela koje se također mogu naći u citoplazmi su mikrotubule. Za sada se zna da imaju tri uloge u životu stanice: 
- pomažu u održavanju oblika
- zajedno s mikrofilamentima sudjeluju u njenom kretanju
- sudjeluju u intracelularnom transportu

Ove dvije grupe vlaknastih organela pripadaju velikoj mreži koja se zove citoskelet i koja za ulogu ima kretanje stanice i njeno oblikovanje. Prokarioti nemaju visoko organizirani citoskelet.

## Organele
U životu stanice i njenom svakodnevnom fukncioniranju sudjeluje veliki broj organela koje se nalaze u citoplazmi:
- plazmatska membrana (1)
- endoplazmatski retikulum (5) + (8)
- ribosomi   (3)
- Golgijev aparat (6)
- lizosomi (12)
- kloroplast (4)
- jezgra (2)
- jezgrica (1)
- cilije i flagele
- vakuole (10)
- mitohondriji (9)
- bazalno tjelešce
- centrosom biljne stanice
- mikrotubuli (7).

## Vanjske poveznice
Mrežna mjesta
- citologija Hrvatska enciklopedija
- stanična biologija, Hrvatska enciklopedija